# Nah Neh Nah
"Nah neh nah" is een Engelstalige jazzrocksingle van de Belgische band Vaya Con Dios uit 1990.

## Versie van Vaya Con Dios
"Nah neh nah" is een single van Vaya Con Dios uit 1990 en opvolger van hun nummer 1-hit "What's a Woman". Het nummer is de tweede single afkomstig van hun tweede studioalbum Night Owls. In Nederland was de plaat op donderdag 23 augustus 1990 TROS Paradeplaat op Radio 3 en werd een grote hit. De plaat bereikte de 3e positie in de Nederlandse Top 40 en de 4e positie in de Nationale Top 100. In thuisland België bereikte de plaat de 7e positie van de Vlaamse Ultratop 50 en de 5e positie in de Vlaamse Radio 2 Top 30.
 De single bevatte naast de titelnummer het liedje "Pack your memories".

### Meewerkende artiesten
- Producer
  - Dani Klein
  - Dirk Schoufs
- Muzikanten
  - André Brasseur (hammondorgel)
  - Bruno Castellucci (drums)
  - Clement Van Hove (trombone)
  - Dani Klein (backing vocals, zang)
  - Dirk Schoufs (contrabas)
  - Eric Melaerts (gitaar)
  - Frank Michiels (percussie)
  - Frank Wuyts (piano)
  - Ingrid Simons (backing vocals)
  - Jan Van Wouwe (saxofoon)
  - Jason Johnson (backing vocals)
  - Jean-Louis Roques (accordeon)
  - Jean-Michel Gielen (gitaar)
  - Koen De Cauter (gitaar)
  - Luc Vanden Bosch (drums)
  - Marcel De Cauwer (drums)
  - Maria Lekranty (backing vocals)
  - Patrick Mortier (trompet)
  - Regina Lekranty (backing vocals)
  - Steve Clisby (backing vocals)
  - Verona Davis (backing vocals)

### Hitnoteringen

#### Nederlandse Top 40
| Hitnotering: 01-09-1990 t/m 17-11-1990 | Hitnotering: 01-09-1990 t/m 17-11-1990 | Hitnotering: 01-09-1990 t/m 17-11-1990 | Hitnotering: 01-09-1990 t/m 17-11-1990 | Hitnotering: 01-09-1990 t/m 17-11-1990 | Hitnotering: 01-09-1990 t/m 17-11-1990 | Hitnotering: 01-09-1990 t/m 17-11-1990 | Hitnotering: 01-09-1990 t/m 17-11-1990 | Hitnotering: 01-09-1990 t/m 17-11-1990 | Hitnotering: 01-09-1990 t/m 17-11-1990 | Hitnotering: 01-09-1990 t/m 17-11-1990 | Hitnotering: 01-09-1990 t/m 17-11-1990 | Hitnotering: 01-09-1990 t/m 17-11-1990 | Hitnotering: 01-09-1990 t/m 17-11-1990 |
| Week:                                  | 1                                      | 2                                      | 3                                      | 4                                      | 5                                      | 6                                      | 7                                      | 8                                      | 9                                      | 10                                     | 11                                     | 12                                     |                                        |
| -------------------------------------- | -------------------------------------- | -------------------------------------- | -------------------------------------- | -------------------------------------- | -------------------------------------- | -------------------------------------- | -------------------------------------- | -------------------------------------- | -------------------------------------- | -------------------------------------- | -------------------------------------- | -------------------------------------- | -------------------------------------- |
| Positie:                               | 33                                     | 22                                     | 14                                     | 8                                      | 5                                      | 4                                      | 3                                      | 3                                      | 6                                      | 14                                     | 19                                     | 36                                     | uit                                    |

#### Nationale Top 100
| Hitnotering: 25-08-1990 t/m 01-12-1990 | Hitnotering: 25-08-1990 t/m 01-12-1990 | Hitnotering: 25-08-1990 t/m 01-12-1990 | Hitnotering: 25-08-1990 t/m 01-12-1990 | Hitnotering: 25-08-1990 t/m 01-12-1990 | Hitnotering: 25-08-1990 t/m 01-12-1990 | Hitnotering: 25-08-1990 t/m 01-12-1990 | Hitnotering: 25-08-1990 t/m 01-12-1990 | Hitnotering: 25-08-1990 t/m 01-12-1990 | Hitnotering: 25-08-1990 t/m 01-12-1990 | Hitnotering: 25-08-1990 t/m 01-12-1990 | Hitnotering: 25-08-1990 t/m 01-12-1990 | Hitnotering: 25-08-1990 t/m 01-12-1990 | Hitnotering: 25-08-1990 t/m 01-12-1990 | Hitnotering: 25-08-1990 t/m 01-12-1990 | Hitnotering: 25-08-1990 t/m 01-12-1990 | Hitnotering: 25-08-1990 t/m 01-12-1990 |
| Week:                                  | 1                                      | 2                                      | 3                                      | 4                                      | 5                                      | 6                                      | 7                                      | 8                                      | 9                                      | 10                                     | 11                                     | 12                                     | 13                                     | 14                                     | 15                                     |                                        |
| -------------------------------------- | -------------------------------------- | -------------------------------------- | -------------------------------------- | -------------------------------------- | -------------------------------------- | -------------------------------------- | -------------------------------------- | -------------------------------------- | -------------------------------------- | -------------------------------------- | -------------------------------------- | -------------------------------------- | -------------------------------------- | -------------------------------------- | -------------------------------------- | -------------------------------------- |
| Positie:                               | 86                                     | 43                                     | 27                                     | 13                                     | 10                                     | 6                                      | 4                                      | 4                                      | 5                                      | 8                                      | 11                                     | 25                                     | 45                                     | 73                                     | 99                                     | uit                                    |

#### VlaamseUltratop 50
| Hitnotering: 25-08-1990 t/m 24-11-1990 | Hitnotering: 25-08-1990 t/m 24-11-1990 | Hitnotering: 25-08-1990 t/m 24-11-1990 | Hitnotering: 25-08-1990 t/m 24-11-1990 | Hitnotering: 25-08-1990 t/m 24-11-1990 | Hitnotering: 25-08-1990 t/m 24-11-1990 | Hitnotering: 25-08-1990 t/m 24-11-1990 | Hitnotering: 25-08-1990 t/m 24-11-1990 | Hitnotering: 25-08-1990 t/m 24-11-1990 | Hitnotering: 25-08-1990 t/m 24-11-1990 | Hitnotering: 25-08-1990 t/m 24-11-1990 | Hitnotering: 25-08-1990 t/m 24-11-1990 | Hitnotering: 25-08-1990 t/m 24-11-1990 | Hitnotering: 25-08-1990 t/m 24-11-1990 | Hitnotering: 25-08-1990 t/m 24-11-1990 | Hitnotering: 25-08-1990 t/m 24-11-1990 |
| Week:                                  | 1                                      | 2                                      | 3                                      | 4                                      | 5                                      | 6                                      | 7                                      | 8                                      | 9                                      | 10                                     | 11                                     | 12                                     | 13                                     | 14                                     |                                        |
| -------------------------------------- | -------------------------------------- | -------------------------------------- | -------------------------------------- | -------------------------------------- | -------------------------------------- | -------------------------------------- | -------------------------------------- | -------------------------------------- | -------------------------------------- | -------------------------------------- | -------------------------------------- | -------------------------------------- | -------------------------------------- | -------------------------------------- | -------------------------------------- |
| Positie:                               | 36                                     | 22                                     | 22                                     | 14                                     | 15                                     | 15                                     | 9                                      | 7                                      | 7                                      | 15                                     | 15                                     | 18                                     | 32                                     | 44                                     | uit                                    |

#### VlaamseRadio 2 Top 30
| Hitnotering: 01-09-1990 t/m 10-11-1990 | Hitnotering: 01-09-1990 t/m 10-11-1990 | Hitnotering: 01-09-1990 t/m 10-11-1990 | Hitnotering: 01-09-1990 t/m 10-11-1990 | Hitnotering: 01-09-1990 t/m 10-11-1990 | Hitnotering: 01-09-1990 t/m 10-11-1990 | Hitnotering: 01-09-1990 t/m 10-11-1990 | Hitnotering: 01-09-1990 t/m 10-11-1990 | Hitnotering: 01-09-1990 t/m 10-11-1990 | Hitnotering: 01-09-1990 t/m 10-11-1990 | Hitnotering: 01-09-1990 t/m 10-11-1990 | Hitnotering: 01-09-1990 t/m 10-11-1990 | Hitnotering: 01-09-1990 t/m 10-11-1990 |
| Week:                                  | 1                                      | 2                                      | 3                                      | 4                                      | 5                                      | 6                                      | 7                                      | 8                                      | 9                                      | 10                                     | 11                                     |                                        |
| -------------------------------------- | -------------------------------------- | -------------------------------------- | -------------------------------------- | -------------------------------------- | -------------------------------------- | -------------------------------------- | -------------------------------------- | -------------------------------------- | -------------------------------------- | -------------------------------------- | -------------------------------------- | -------------------------------------- |
| Positie:                               | 10                                     | 18                                     | 14                                     | 12                                     | 14                                     | 7                                      | 10                                     | 5                                      | 19                                     | 17                                     | 25                                     | uit                                    |

#### NPO Radio 2 Top 2000
| Nummer met noteringen in de NPO Radio 2 Top 2000 | '99  | '00 | '01  | '02  | '03  | '04  | '05  | '06  | '07  | '08  | '09  | '10  | '11  | '12  | '13  | '14  |
| ------------------------------------------------ | ---- | --- | ---- | ---- | ---- | ---- | ---- | ---- | ---- | ---- | ---- | ---- | ---- | ---- | ---- | ---- |
| Nah Neh Nah                                      | 1093 | 997 | 1504 | 1344 | 1149 | 1301 | 1110 | 1257 | 1436 | 1267 | 1310 | 1498 | 1475 | 1347 | 1943 | 1844 |

1. ↑  Een vetgedrukt getal geeft de hoogste notering aan.
2. ↑  Deze tabel is bijgewerkt tot en met de laatste editie (2024).

## Versie van Milk & Sugar
In 2010 bracht het Duitse houseduo Milk & Sugar in samenwerking met Vaya Con Dios een danceversie van "Nah neh nah" uit onder de titel "Hey (Nah neh nah)". Het werd een top 10-hit in Nederland en Vlaanderen.

### Hitnoteringen

#### Nederlandse Top 40
| Hitnotering: 15-01-2011 t/m 09-04-2011 | Hitnotering: 15-01-2011 t/m 09-04-2011 | Hitnotering: 15-01-2011 t/m 09-04-2011 | Hitnotering: 15-01-2011 t/m 09-04-2011 | Hitnotering: 15-01-2011 t/m 09-04-2011 | Hitnotering: 15-01-2011 t/m 09-04-2011 | Hitnotering: 15-01-2011 t/m 09-04-2011 | Hitnotering: 15-01-2011 t/m 09-04-2011 | Hitnotering: 15-01-2011 t/m 09-04-2011 | Hitnotering: 15-01-2011 t/m 09-04-2011 | Hitnotering: 15-01-2011 t/m 09-04-2011 | Hitnotering: 15-01-2011 t/m 09-04-2011 | Hitnotering: 15-01-2011 t/m 09-04-2011 | Hitnotering: 15-01-2011 t/m 09-04-2011 | Hitnotering: 15-01-2011 t/m 09-04-2011 |
| Week:                                  | 1                                      | 2                                      | 3                                      | 4                                      | 5                                      | 6                                      | 7                                      | 8                                      | 9                                      | 10                                     | 11                                     | 12                                     | 13                                     |                                        |
| -------------------------------------- | -------------------------------------- | -------------------------------------- | -------------------------------------- | -------------------------------------- | -------------------------------------- | -------------------------------------- | -------------------------------------- | -------------------------------------- | -------------------------------------- | -------------------------------------- | -------------------------------------- | -------------------------------------- | -------------------------------------- | -------------------------------------- |
| Positie:                               | 31                                     | 11                                     | 8                                      | 5                                      | 4                                      | 4                                      | 5                                      | 8                                      | 8                                      | 11                                     | 17                                     | 24                                     | 36                                     | uit                                    |

#### Mega Top 50
| Hitnotering: 08-01-2011 t/m 09-04-2011 | Hitnotering: 08-01-2011 t/m 09-04-2011 | Hitnotering: 08-01-2011 t/m 09-04-2011 | Hitnotering: 08-01-2011 t/m 09-04-2011 | Hitnotering: 08-01-2011 t/m 09-04-2011 | Hitnotering: 08-01-2011 t/m 09-04-2011 | Hitnotering: 08-01-2011 t/m 09-04-2011 | Hitnotering: 08-01-2011 t/m 09-04-2011 | Hitnotering: 08-01-2011 t/m 09-04-2011 | Hitnotering: 08-01-2011 t/m 09-04-2011 | Hitnotering: 08-01-2011 t/m 09-04-2011 | Hitnotering: 08-01-2011 t/m 09-04-2011 | Hitnotering: 08-01-2011 t/m 09-04-2011 | Hitnotering: 08-01-2011 t/m 09-04-2011 | Hitnotering: 08-01-2011 t/m 09-04-2011 | Hitnotering: 08-01-2011 t/m 09-04-2011 |
| Week:                                  | 1                                      | 2                                      | 3                                      | 4                                      | 5                                      | 6                                      | 7                                      | 8                                      | 9                                      | 10                                     | 11                                     | 12                                     | 13                                     | 14                                     |                                        |
| -------------------------------------- | -------------------------------------- | -------------------------------------- | -------------------------------------- | -------------------------------------- | -------------------------------------- | -------------------------------------- | -------------------------------------- | -------------------------------------- | -------------------------------------- | -------------------------------------- | -------------------------------------- | -------------------------------------- | -------------------------------------- | -------------------------------------- | -------------------------------------- |
| Positie:                               | 14                                     | 5                                      | 9                                      | 12                                     | 7                                      | 6                                      | 9                                      | 8                                      | 13                                     | 21                                     | 27                                     | 56                                     | 53                                     | 76                                     | uit                                    |

#### VlaamseUltratop 50
| Hitnotering: 08-01-2011 t/m 05-03-2011 | Hitnotering: 08-01-2011 t/m 05-03-2011 | Hitnotering: 08-01-2011 t/m 05-03-2011 | Hitnotering: 08-01-2011 t/m 05-03-2011 | Hitnotering: 08-01-2011 t/m 05-03-2011 | Hitnotering: 08-01-2011 t/m 05-03-2011 | Hitnotering: 08-01-2011 t/m 05-03-2011 | Hitnotering: 08-01-2011 t/m 05-03-2011 | Hitnotering: 08-01-2011 t/m 05-03-2011 | Hitnotering: 08-01-2011 t/m 05-03-2011 | Hitnotering: 08-01-2011 t/m 05-03-2011 |
| Week:                                  | 1                                      | 2                                      | 3                                      | 4                                      | 5                                      | 6                                      | 7                                      | 8                                      | 9                                      |                                        |
| -------------------------------------- | -------------------------------------- | -------------------------------------- | -------------------------------------- | -------------------------------------- | -------------------------------------- | -------------------------------------- | -------------------------------------- | -------------------------------------- | -------------------------------------- | -------------------------------------- |
| Positie:                               | 36                                     | 29                                     | 15                                     | 10                                     | 13                                     | 11                                     | 22                                     | 26                                     | 36                                     | uit                                    |

#### VlaamseRadio 2 Top 30
| Hitnotering: 15-01-2011 t/m 09-04-2011 | Hitnotering: 15-01-2011 t/m 09-04-2011 | Hitnotering: 15-01-2011 t/m 09-04-2011 | Hitnotering: 15-01-2011 t/m 09-04-2011 | Hitnotering: 15-01-2011 t/m 09-04-2011 | Hitnotering: 15-01-2011 t/m 09-04-2011 | Hitnotering: 15-01-2011 t/m 09-04-2011 | Hitnotering: 15-01-2011 t/m 09-04-2011 | Hitnotering: 15-01-2011 t/m 09-04-2011 | Hitnotering: 15-01-2011 t/m 09-04-2011 | Hitnotering: 15-01-2011 t/m 09-04-2011 | Hitnotering: 15-01-2011 t/m 09-04-2011 | Hitnotering: 15-01-2011 t/m 09-04-2011 | Hitnotering: 15-01-2011 t/m 09-04-2011 | Hitnotering: 15-01-2011 t/m 09-04-2011 |
| Week:                                  | 1                                      | 2                                      | 3                                      | 4                                      | 5                                      | 6                                      | 7                                      | 8                                      | 9                                      | 10                                     | 11                                     | 12                                     | 13                                     |                                        |
| -------------------------------------- | -------------------------------------- | -------------------------------------- | -------------------------------------- | -------------------------------------- | -------------------------------------- | -------------------------------------- | -------------------------------------- | -------------------------------------- | -------------------------------------- | -------------------------------------- | -------------------------------------- | -------------------------------------- | -------------------------------------- | -------------------------------------- |
| Positie:                               | 26                                     | 22                                     | 19                                     | 15                                     | 13                                     | 10                                     | 9                                      | 8                                      | 10                                     | 13                                     | 13                                     | 15                                     | 25                                     | uit                                    |